# Cerca-Carvajal
Cerca-Carvajal (Sèka Kavajal en créole haïtien) est une commune d'Haïti située à la frontière de la République dominicaine, dans le département du Centre et l'arrondissement de Hinche. La commune est à une trentaine de kilomètres du chef-lieu Hinche.
Cerca-Carvajal est une ville qui manque de ressources. L'eau potable, le téléphone, l'assainissement et les soins de santé ne sont pas présents. L'électricité est disponible seulement dans le centre-ville de Cerca-Carvajal grâce à des panneaux solaires. Les routes d'accès sont en mauvais état. Des bidonvilles se développent dans les faubourgs.

## Démographie
La commune est peuplée de 56 532 habitants(recensement par estimation de 2015).

## Tourisme
Sur le plan touristique, il y a bon nombre de sites touristiques comme, la grotte à Morne Cede récemment découverte, la Grotte Benoit Batraville à Rang, La Roche Étampée (Wòch Tanpe en créole haïtien), bassin Zim entre Papaye et Demahague, les lacs dans les localités de Garette et de Rang, ceux dans la localité de Rene (à côté du marché public de la commune), le Trou Charlemagne à Pincroix (Penkwa en créole haïtien), Lavilokan tout près de Roche Étampée...

## Administration
La commune est composée d'une seule section communale de : « Rang ».

## Enseignement
Malgré la misère, l'éducation est donnée dans de nombreuses écoles. On y compte 67 écoles primaires (2 publiques et 65 privées) ainsi que 4 écoles secondaires (1 publique et 3 privées).

## Économie
L'économie locale repose sur la culture des noix de cajou, des mangues et des avocats. Ensuite, l'élevage est le moteur de l'économie de la population carvajalaise. La région est encore boisée.